# Лиман (Покровський район)
Лима́н (спочатку хутір Лиман) — село Криворізької сільської ради Покровського району Донецької області, Україна.

## Географія
Біля села Лиман річка Гришинка впадає в річку Бик, на протилежному березі село Крутоярівка (Синельниківський район). Село лежить на висоті 102 м над рівнем моря. Ближні населені пункти від села Лиман: село Юр'ївка — 2,7 км, село Кам'янка — 4,7 км, село Шилівка — 6,8 км, село Криворіжжя — 5,6 км, місто Добропілля — 18 км, місто Покровськ — 28 км. У 1997 році село займало площу 104,2 га.
Щоб краще орієнтуватися в хуторі Лиман, селяни неофіційно назвали крайки: Гузир, Бочани, Цибуляни, Жовтопузівка. Згодом рішенням сесії Шилівської сільської ради дві вулиці в селі названі Степова і Лиманська.

## Історія
На території поблизу села археологи знайшли пам'ятки часів кам'яної доби й періоду бронзи. На цей час відомо чотири палеологічних стоянок біля річок Гришинка і Бик поблизу теперішнього села. Заселення території поблизу Лимана почалося з епохи пізнього палеоліту, не раніше 40—35 тисяч років тому. Поблизу села Лиман нанесено на мапу два одиночні кургани й один майдан з назвою «Гришин майдан». «Чорними археологами» на території землеволодінь навколо села знайдено срібні й мідні монети ханів Золотої Орди — Джанібек і Абдаллах.
Село заснували вихідці з села Сергіївки Гришинського району навесні 1920 року на землях меноніта Генріха Абрамовича Классена. Того року на кожен двір виділяли по 10 га землі. Радянський уряд на три роки позбавив селян від сплати податку на землю. Спочатку земельних планів було взято 83. Земельні ділянки давалися за хутором, а біля подвір'я нарізали близько 1 га під город. Перші поселенці хутора Лиман — Іван Йосипович Онищенко, Петро Гаврилович Кутній, Юхим Васильович Кишкань, Петро Васильович Кишкань, Василь Сергійович Колесник. До 1928 року мешканці хутора Лиман жили індивідуально.
Частина селян правого берега річки Гришинка в 1927 році організували сільськогосподарську комуну «Червона борозна», яка існувала недовго. 10 жовтня 1928 року в хуторі Лиман засновано колгосп «Червона борозна», який у 1933 році перейменували в колгосп імені Г.І.Петрівського.
В 1936 році в хуторі Лиман побудували Лиманську початкову чотирирічну школу, в якій учні навчалися в спарених класах: перший клас з третім, другий з четвертим. Вчителів було двоє. В 1945 році в школі навчався 71 учень. У 1959 році в хуторі Лиман був побудований сільський клуб.
З 1 вересня 1939 року по 9 травня 1945 року, тобто майже за 6 років Другої світової війни, з 109 призваних до лав радянської армії мешканців хутора Лиман загинуло 47 осіб. А за 6 місяців форсування та боїв біля річки Дніпро загинуло 32 чоловіка, тобто 68% від усіх полеглих мешканців хутора. Людей просто гнали під шквал знарядів і куль на свідоме знищення.
На гробках села Лиман є дві братські могили: в одній поховані селяни, яких розстріляли поліцаї хутора, в другій — загиблий невідомий солдат.
В період голоду 1946—1947 років у хуторі Лиман померли: І.М.Блоха, Г.Ф.Блоха, Г.С.Лебідь, Г.В.Ковальова, Т.І.Кононенко, Н.Т.Кононенко. Серед померлих були діти — Марко Курський (7 років), Віктор Близнюк (3 роки), Рая Антипенко (1 рік), Петро Чернишов (1 рік), Віктор Новіков (1 рік), Валентина Лосенко (1 рік).
26 червня 1950 року колгосп імені Г.І.Петрівського був об'єднаний ще з трьома колгоспами з назвою колгосп імені А.А.Жданова. Колгосп імені Г.І.Петрівського став комплексною бригадою №3.
В селі були вітровий млин, свиноферма, конюшня, молочно-товарна ферма, пасіка, фруктовий сад, овочевий огород з поливом, дитячий садок, крамниця, ковальня. В хуторі Лиман у 1960 році було 130 працездатних людей. Електричний струм появився в хуторі тільки в 1963 році.
На крайку Гузир мешкала найстаріша жителька хутора Лиман Онисія Кирилівна Волкова (до шлюбу Переяслівська), яка прожила 102,5 року й похована на гробках села Лиман.
З 1975 року село Лиман віднесено до розряду неперспективних сіл. Цим рішенням радянська влада заборонила селянам проводити будь-яке будівництво. 266 чоловік мешкали в селі в 1970 році. В 2015 році в селі залишилося жити в 19 оселях 45 людей.

## Пам'ятники
- Братська могила загиблим в роки Другої світової війни.[1]
- Пам'ятник невідомому солдату.
- Майдан «Гришин майдан».
- Палеологічні стоянки періоду бронзи.
- Залишки вітрового млина.

## Відомі люди
- Віктор Миколайович Батицький — голова правління ПАТ імені Т.Г.Шевченка, депутат Донецької обласної ради 23 скликання (1998—2002 рр.), Почесний громадянин Добропільського району, кавалер ордена «За заслуги» ІІІ ступеня, Патріархом Київським і всія Руси-України Філаретом нагороджений медаллю УПЦ Київського Патріархату «За жертовність та любов до України». В часи війни з Московією в 2021 році нагороджений Почесною відзнакою командира 58 ОМПБр «За вірність присязі», військове звання капітан.
- Петро Іванович Кожушко - голова Криворізької сільської ради, голова колгоспу імені В.І.Леніна Добропільського (Покровського) району Донецької області.
- Володимир Володимирович Кишкань - заступник голови райдержадміністрації  селища міського типу Нижні Сарагози Херсонської області.
- Павло Іванович Дугельний - учасник боїв у Другій світовій війні, капітан.
- Павло Прокопович Данильченко — різнороб колгоспу імені А.А.Жданова, нагороджений орденами Слави ІІ та ІІІ ступеня, Вітчизняної війни ІІ ступеня.
- Володимир Павлович Чернишов - начальник відділу кримінального розшуку в управлінні МВД Київської області. Відповідальний в зоні ліквідації наслідків аварії на Чорнобильській атомній станції. Полковник міліції.
- Володимир Юхимович Кишкань — бригадир комплексної бригади №3, кавалер ордена Знак Пошани.
- Ольга Степанівна Суханова (Дугельна) — доярка молочно-товарної ферми №3 колгоспу імені Т.Г.Шевченка, Почесна працівниця господарства, нагороджена орденом «За доблесну працю».
- Михайло Іванович Суханов — тракторист тракторної бригади №2 колгоспу імені Т.Г.Шевченка, нагороджений орденом Трудової Слави ІІІ ступеня.
- Галина Миколаївна Попова (Блохіна) — доярка молочно-товарної ферми №3 колгоспу імені Т.Г.Шевченка, нагороджена орденом Трудової Слави ІІІ ступеня.
- Онисія Кирилівна Волкова (Переяслівська) — різноробоча колгоспу імені Г.І.Петрівського, довгожителька села (102,5 роки).

## Підприємства
- ПАТ імені Т.Г.Шевченка, фермерське господарство «Зелений Клин».

## Жертви сталінських репресій
- Микита Леонтійович Близнюк, 1889 року народження заарештований співробітниками НКВС 29 серпня 1937 року та засуджений трійкою УНКВС по Сталінській (Донецькій) області. Мешкав в хуторі Лиман, працював машиністом молотарки в колгоспі імені Г.І.Петрівського. 29 вересня 1937 року винесений вирок — розстріл. В Москві вирок змінили на 10 років ВТТ (виправно-трудового табору) на півночі СРСР, і на 5 років позбавили в правах громадянина країни Рад.
- Лука Леонтійович Близнюк, 1905 року народження, робітник Добропільської шахти № 17-18. Заарештований 18 грудня 1937 року і засуджений трійкою НКВС у Сталінській (Донецькій) області на 10 років ВТТ. Повернувся з заслання раніше встановленого строку, воював у лавах радянської армії в роки Другої світової війни, тяжко поранений — втратив ногу. Реабілітований посмертно 1989 року.
- Павленко Гаврило Самійлович, 1886 року народження, село Юріївка Добропільського (Покровського) району Донецької області, українець, освіта початкова, безпартійний. Проживав в хуторі Лиман Добропільського району (Покровського) Донецької області. Колгоспник колгоспу імені Г.І.Петрівського. Заарештований 18 березня 1938 року. Засуджений Особливою нарадою при НКВС СРСР до розстрілу з конфіскацією майна. Даних про виконання вироку немає. Реабілітований у 1989 році.

1. ↑   (укр.). {{cite web}}: Пропущений або порожній |title= (довідка); Пропущений або порожній |url= (довідка)